# 賈尼斯·福燦
賈尼斯·福燦（1956年2月9日—）是拉脫維亞的政治人物與數學家。他是政黨為了拉脫維亞和文茨皮爾斯的黨員，為拉脫維亞議會第11屆、12屆與13屆（現任）議員，代表政黨聯盟綠人與農民聯盟。
福燦於1956年出生於里加，後畢業於拉脫維亞大學，主修數學。2015年－2016年他曾任波羅的海議會大會主席。2021年11月，福燦曾以拉脫維亞國會友台小組主席身份，與愛沙尼亞與立陶宛的國會友台小組主席于里·扬松和馬塔斯·馬爾代基斯等人共同訪問臺灣。